# ガーディアンテイルズ
『ガーディアンテイルズ』は、アメリカ合衆国のKong Studiosによって開発され、カカオゲームズによって2020年に公開されたアクションロールプレイングゲーム。公式略称は『ガデテル』。

## 概要
このゲームは、当初、2020年2月24日にiOSとAndroid向けに東南アジアの一部でソフトローンチされ、その後2020年7月28日にその他の国で正式にリリースされた。2021年4月27日にBilibiliから中国語版が公開され、2021年10月6日にKong StudiosとYostarの共同によって日本語版がリリースされた。
2022年10月4日にはNintendo Switch版『ガーディアンテイルズ for NINTENDO SWITCH』が配信開始された。

## あらすじ
本作の舞台となる世界は「A.H」と呼ばれる年号が使用されている惑星「テティス」。文明レベルは中世ファンタジーに近いが、スマートフォンのような近代的な機器やSNSが普及している特殊な世界観となっている。テティスには複数の世界が存在しており、人間達の暮らす「人間界」、女王リリスが統治する魔族達の国家「魔界」、名前のみ作中で語られている「天界」等がある。
また本作は、同じKong studios開発のソーシャルゲーム「ジャマモン」（Dungeon Link）と世界観を共有しており、本作はジャマモンの世界から約500年後の時代となっている。
A.H502年、突如「インヴェーダー」と呼ばれる謎の軍隊の母艦がテティスに飛来し、テティスに対して侵略戦争を開始した。新米騎士として人間界のカンタベリー王国の騎士団「ガーディアンズ」に着任していた主人公は、戦闘訓練中に王国がインヴェーダーの侵攻を受け侵略者との戦いに身を投じる事となる。

### シーズン1 「人間界編」
運命的な出会いを果たした主人公とお姫様が、インヴェーダーから世界を救う為に選ばれし戦士たち「チャンピオン」を探す物語。全11ワールドで構成されており、ジャンル名は「運命を変えるRPG」。
ワールド1：カンタベリー王国
インヴェーダーの襲撃を受けたカンタベリー王国、主人公はカミラ女王の妹である小さなお姫様（愛称：ちび姫）と出会い王国の近郊のカンタベリーの森へと脱出する。しかしその際にお姫様とはぐれてしまい、森の旅館の主ロレインや3人組の傭兵、マッドパンダ傭兵団たちと遭遇しながら森の奥へとお姫様を探しに向かう。
その後主人公は無事お姫様と合流し、本作の拠点となる「浮遊城ヘブンホールド」へと向かう。
ワールド2：ティタン王国
チャンピオンを探す為、小柄ながらも優れた科学技術を持つティタン族が治めるティタン王国を訪れた主人公。しかしティタン王国もカンタベリーと同じように、既にインヴェーダーの侵攻を受けてる最中であった。主人公はティタン族のエンジニアで1人目のチャンピオン「マリアン」や、ティタン防衛軍「TDF」達と協力しながらインヴェーダーとの戦へと臨む。。
ワールド3：魔法学校
チャンピオンを探しに魔法の進路を志す生徒達の学舎、魔法学校を訪れた主人公。だが魔法学校は現在、謎の幽霊騒動が発生しており学校中が混乱に陥っていた。主人公は魔科学を操る優秀な生徒で2人目のチャンピオン「ソヒ」や、魔界の双子の留学生「ラビ」「ファビ」と出会い、彼女らと共に幽霊騒動収束の為に東奔西走する。
ワールド4：狂気の砂漠
次なるチャンピオンを探すべく狂気の砂漠と呼ばれる地域を訪れた主人公だったが、到着早々「神の意志に逆らう異端者」として地下収容所に捕らえられてしまう。そしてその収容所で元傭兵にして3人目のチャンピオン「マービン」と出会う。マービンも主人公と同じように収容所に収監された者のひとりであり、彼の話によれば「大神官デザートエルフ」率いる宗教団体により狂気の砂漠は支配され、自らに不都合な者を片っ端から捕らえているという。マービン自身も命の恩人である孤児の少女「ライラ」をデザートエルフに連れ去られ、抵抗した為収容所に入れられた。主人公はマービンと共にライラを助ける為、大神官の支配を終わらせる為に収容所からの脱獄を図る。
ワールド5：シェン市
武術の本場「武林」とも呼ばれるシェン市を訪れた主人公、そこでは老師タオの弟子を決める試験が行われようとしていた。そしてその試験の参加者にはチャンピオンソードが反応を示す2人の仙山拳士、「フェイ」「メイ」の姿があった。引き続きチャンピオンを捜索すべく主人公は試験に参加する。
ワールド6：旅館・・・?
ロレインの経営する旅館にて…いつものように食堂で食事をしていた主人公は、インヴェーダーに依頼を受けた旅館の妖精により身体を小さくされ巨大な旅館を彷徨う事になる。旅館に住むノーム達やネズミのジャックと出会いながら主人公は元の身体に戻る為に妖精を追う。
ワールド7：ダンジョン王国
チャンピオンを捜索し迷宮の国ダンジョン王国を訪れた主人公、そこでは王国を脅かす大悪魔を討伐する為の式典「勇者レース」が催されていた。その参加者の中には村の酒場の店員にして5人目のチャンピオン「クレイグ」の姿があった。主人公もチャンピオンを探る為、勇者レースに参加する。
ワールド8：シバリング山脈
ここは雪人族とイヌイット族が暮らす雪原。彼らは古来より共存し、生活を送ってきた。そんな中、突如として現れた氷の魔女によって、雪人たちが氷漬けにされる事件が――。
ワールド9：ラー帝国
インヴェーダーの襲撃から逃れたカンタベリー国民たちがやってきたのは、ライバル国であるラー帝国。しかし、国境では何やら不穏な動きが…?国民たちの運命やいかに。
ワールド10：記録されていない世界
ラー帝国でガーディアンが消えた10年後の物語。小さなお姫様は大きく成長し、頼れるリーダーになっていた。しかし、インヴェーダーたちの攻撃は熾烈を極め――。また、この物語より本編フルボイスとなっている。
ワールド11：記録されていない世界 Pt.2
まだ確定されていない、未来の物語。様々な困難を乗り越えた先にある物語の終わりで…あなたは、何を選びますか?。

### シーズン2 「魔界編」
記録されていない世界で見事ダークメイガスを打ち破り、現代へと帰還した主人公。物語の舞台は魔族達の世界「魔界」へと移る。
ワールド12：魔界
新たな世界を舞台とし、まだ見ぬキャラクターたちとともに、ガーディアンの物語は紡がれてゆく。
ワールド13：リリスタワー
平和な魔界に訪れた異変、リリスタワーで起きた事件、ガーディアンたちに立ちはだかる試練、繰り広げられる激戦...。

## 登場キャラクター

### カンタベリー王国
主人公である騎士が所属する王政国家。お姫様の姉であるカミラ女王が国を治めており、国の防衛を目的とした騎士団「ガーディアンズ」を保有している。
女騎士 / 男騎士
声（日本サーバー版、中国サーバー版、Nintendo Switch版） - 高森奈津美 / 小野友樹
声（それ以外） - 朴璐美 / 小林ゆう
身長：162cm / 年齢：20歳 / 体重：50kg / 人間（女騎士）
身長：165cm / 年齢：20歳 / 体重：61kg / 人間（男騎士）
本作の主人公であるガーディアンズの新米騎士。男女選択式の主人公であり、性格もそれぞれ3種類から選択できる。ガーディアン要塞での訓練中にインヴェーダーの軍勢が王国に侵攻し、お姫様と共にインヴェーダーとの戦いに身を投じる事になる。男女選択式の主人公であるが、公式メディアでは女騎士がピックアップされる事が多くなっている。
お姫様（ちび姫）
声 - 釘宮理恵
本作のヒロイン。カンタベリーを治めるカミラ女王の妹で年齢は10歳。一般的には「ちび姫」の愛称で呼ばれ本名非公開。明るい性格が特徴であり、どんな事にもめげない。ピーマンが苦手な一面を持つ。インヴェーダーのカンタベリー侵攻が開始された最中主人公と出合い、世界を救う為の旅に出る。拠点となる浮遊城ヘブンホールドでは、ログインボーナスとして様々な報酬を彼女が用意しており「外で拾ってきた」「お小遣いで買った」と語る。浮遊城に存在するロレインの経営する旅館の窓を頻繁に割っており、その度にそれを隠そうとするが最後には正直に謝っている。
カミラ
声 - 舞原ゆめ
カンタベリー王国を統治する女王。お姫様の姉。カンタベリー侵攻時は自らは逃げず混乱に陥った国民達の避難誘導を行った。全ての国民を逃がした後転移魔法を使い主人公、お姫様、エヴァと共に脱出を試みるがダークメイガスの攻撃により打ち落とされ行方不明となる。
エヴァ
声 - 柚木涼香
身長：171cm / 年齢：29歳 / 体重：54kg / 人間
カンタベリー王国騎士団「ガーディアンズ」の19代目団長。主人公の上司に当たる。元々彼女は体力が少なく魔法の才能が高かった為、その方面の道を志すと思われていた。しかしガーディアンズに入隊後、そのリーダーシップと騎士団精神で団長にまで上り詰める事に成功した。戦闘訓練で団員達（主人公含む）を指導していた最中、インヴェーダーによるカンタベリー侵攻が開始され彼女もカンタベリー防衛の為、インヴェーダーと戦う事になる。国民達の避難が完了した後カミラ女王の転移魔法で共にカンタベリー王国から脱出するが、その途中でカミラ女王共々ダークメイガスに打ち落とされてしまう。
ボブ
身長：170cm / 年齢：26歳 / 体重：65kg / 人間
「ガーディアンズ」の団員で極度の怖がり。だが王国への忠誠心は強く、精神が安定している状態では勇ましく戦う事ができる。先輩であるリンダと共に行動している事が多く、9年前の訓練兵時代からの付き合いである。
リンダ
身長：167cm / 年齢：28歳 / 体重：50kg / 人間
「ガーディアンズ」のシニア団員でボブの先輩に当たる。子供の頃に父親に弓の使い方を教わっている。後輩であるボブとは9年前からの付き合いであり、訓練兵だったボブを指導していた。

### カンタベリーの森
ロレイン
声 - 植田佳奈
身長：165cm / 年齢：不明 / 体重：56kg / 不明
カンタベリーの森に宿屋を構えている糸目の女将。その経歴は謎が多い。
白き野獣
身長：76cm / 年齢：3歳 / 体重：70kg / 狼
カンタベリーの森で出会うガーディアンウルフの子供。インヴェーダーによるガーディアンウルフ狩りによって母狼と離ればなれになってしまった。
アオバ
声 - 山田亜以子
身長：155cm / 年齢：99歳 / 体重：45kg / 妖精
カンタベリーの森に暮らす葉っぱの妖精。極度の面倒くさがりや。
カリナ
声 - 渕上舞
身長：167cm / 年齢：116歳 / 体重：48kg / ヴァンパイア
お転婆なヴァンパイアの少女。
エルビラ
声 - 徳井青空
身長：158cm / 年齢：21歳 / 体重：47kg / 人間
黒の組織「溜池のスネイク」の最年少幹部候補生の赤ずきん。
ハイファー
身長：152cm / 年齢：15歳 / 体重：41kg / 人間
伝説の王国「バイラル」の女剣士。任天堂のソフト「ゼルダの伝説」の主人公「リンク」のパロディキャラクター。
リーア
身長：162cm / 年齢：134歳 / 体重：46kg / エルフ
カンタベリーの森を密猟者から守るエルフの弓使いの女性。
オレリー
身長：152cm / 年齢：不明 / 体重：不明 / 幽霊
カンタベリーの森の遺物を守る守護霊。

### ティタン王国
マリアン
声 - 青戸浩香
身長：132cm / 年齢：21歳 / 体重：29kg / ティタン
ティタン王国の天才エンジニアでチャンピオンの一人。ティタン族である彼女はその体格に左右されないように数々の兵器を開発している。インヴェーダーによるティタン王国への侵攻が行われた際には、自ら開発したロボット兵器「アイアンティタン」に搭乗しインヴェーダーに対抗する。
マーティ・ヘルバーグ
ティタン王国防衛組織「TDF」の隊長でマリアンの友人の男性。ティタン侵攻時、ハーベスターとの戦いで重症を負いマリアンの目の前で息を引き取った。
マーティジュニア
身長：129cm / 年齢：14歳 / 体重：29kg / ティタン
マーティの息子。家族を置いて戦死した父親と、父親が命を落とすきっかけを作ったとされるマリアンを恨んでいる。
ナイアン
声 - 齋藤響（ストーリーボイスのみ）
身長：134cm / 年齢：20歳 / 体重：31kg / ティタン
TDFに入隊したばかりの一等兵。深い愛国心と忠誠心を持ち、インヴェーダーの侵攻を受けたティタン王国を奪還する為なら命を惜しまない。同じくTDFに入隊している兄弟が2人おり、ナイアンは末っ子に当たる。
タカシ
身長：130cm / 年齢：19歳 / 体重：32kg / ティタン
有意識の極意を使うティタン族の戦士。コブシと共にインヴェーダーと戦う。
コブシ
身長：129cm / 年齢：18歳 / 体重：28kg / ティタン
ティタン族の戦闘種族「スーパーティタン人」の戦士。厳しい親の下で育ち変身形態「スーパーティタン人2」を習得している。
ジェイ
身長：133cm / 年齢：24歳 / 体重：30kg / ティタン
ティタン族の忍者。隠密行動を得意とする。
レイチェル
声 - 日笠陽子
身長：169cm / 年齢：28歳 / 体重：52kg / ハーフエルフ
海賊王を夢見る見習い海賊。「赤薔薇」を自称する。ティタン王国で暗躍する「灰髭海賊団」の見習いとして活動していたが、数々の略奪行為や誘拐を行う海賊団に不満を抱いて離反する。

## 開発

### シナリオ
本作の運営ディレクターを務めるYostarの熊谷は、最初にオリジナル版を触れた際、シナリオのテキストが短く、言葉も平易であることから、ローカライズは簡単だろうと思っていた。ところが、キャラクターの動きや表情が非常に豊かであり、簡潔なセリフでは日本のユーザーに伝わらないため、運営チーム全員で何度もプレイし、開発チームにも意見を聞きながらすり合わせていったと2022年1月のファミ通Appとのインタビューの中で振り返っている。インタビューに同席していたKongStudios代表取締役の李政佑は、本作はドット絵で描かれているものの、表情や表現の幅が広く、単なる翻訳ではローカライズ作品ならではの小さな差ができてしまったと説明している。熊谷は、ローカライズは運営チーム全体で行っており、シナリオのテキストも皆で5、6回ずつチェックする中でそのようなネタを取り入れていると前述のインタビューの中で説明している。
また、本作のシナリオはパロディや時事ネタが多いことを特徴としており、その理由について、李は開発チームそれぞれの趣味嗜好を持ち寄り、少しずつ自分たちの好きな物をストーリーに入れていけばさらに面白くなると考えたことがきっかけだったとファミ通Appとのインタビューの中で説明している。当初はわかる人がわかる程度だったが、それが評判になった結果、今でははっきりと表に出てきてしまったと李は話している。一方で、熊谷はこれらのパロディの翻訳にも苦労しており、中途半端な役では翻訳ミスと間違えられることから、温度感には細心の注意を払ったと説明している。また、ローカライズに当たり、熊谷たちはパロディを適切に扱うために元ネタの情報を共有したいとKong Studios側に頼んだものの、そのようなものはなく、頼み込んだ末に元ネタリストが送られてきた。ところが、シナリオライター本人も元ネタを忘れていたケースが判明したため、一つ一つのセリフに気を付けながら翻訳作業が行われた。
李はこれらの要素はグローバルで共通しているとしつつも、現地の情報に合わせたネタも取り入れる場合もあると2022年1月のインタビューの中で述べている。たとえば「むかしむかし、そのむかし」（2021年11月30日〜12月15日）という期間限定イベントで、わが子を助けたい母親が主人公に助けを求める場面の場合、オリジナル版では、母親を拒絶する選択肢が「ソーシャルディスタンス」だったのに対し、日本語版ではより分かりやすいという理由から「密です」に変更された。また、ワールド4章「狂気の砂漠」の世界観は『北斗の拳』をモチーフとしている。

## 反応
『ガーディアンテイルズ』は、その創造性と古典的なJRPGの回顧で賞賛され、批評家やプレイヤーから好評を博した。『ポケットゲーマー』は、本作に5点満点中4.5を与えた。また、韓国のKongStudiosでディレクターを務めるキム・サンウォンは、日本はほかの国よりもキャラクターに対する関心が高いと2022年4月のファミ通Appとのリモートインタビューの中で話している。キムによると、未来姫とメイリルが世界的に人気を集めているのに対し、ナリは日本よりも韓国での人気が高いとされる一方、日本ではアイドルエヴァの人気が高いとされている。
このゲームは、新型コロナウイルス感染症の世界的流行によりオンラインサービスが普及していることから、カカオの収益増加の原動力として注目されている。ガーディアンテイルズには、2020年11月時点で世界中に300万人以上のプレイヤーがいる。